# أندرو ريختر
أندرو ريختر هو عالم سياسة كندي، ولد في 1965.